# 古胸沫蝉属
古胸沫蝉属（学名：Cosmoscartini）是沫蝉科下的一个属。版纳植物园古生态研究组在青藏高原中部始新统牛堡组发现了沫蝉科化石,依据其头部及雄性生殖器的特征，将其鉴定为丽沫蝉族的成员,再经过与该族的11个属进行形态对比，由此建立本属。

## 下属物种
本属包括以下物种：
- 西藏古胸沫蝉 Nangamostethos tibetense  Xu & Szwedo, 2022[1]